# John B. Conway
John Bligh Conway (n. 1939) es matemático estadounidense.  Es profesor emérito en la Universidad George Washington. Su especialidad es análisis funcional, particularmente en operadores lineales acotados sobre un espacio de Hilbert.
Conway obtuvo su título de grado en la Universidad Loyola Nueva Orleans y su doctorado en la Universidad Estatal de Louisiana bajo la dirección de Heron Collins en 1965, con una disertación sobre Topología Estricta y Compactitud en el Espacio de Medidas.
Es autor de dos volúmenes de Functions of One Complex Variable (Springer-Verlag), el cual es un texto para graduados.

## Publicaciones
- Conway, John B. (1978). Functions of One Complex Variable I (Graduate Texts in Mathematics 11) (en inglés). Springer-Verlag. ISBN 0-387-90328-3.
- Conway, John B. (1997). A Course in Functional Analysis (en inglés). Springer. ISBN 0-387-97245-5.
- Conway, John B. (1999). A Course in Operator Theory (Graduate Studies in Mathematics 21) (en inglés). American Mathematical Society. ISBN 0-8218-2065-6.
- Conway, John B. (1996). On Being a Department Head: A Personal View (en inglés). American Mathematical Society. ISBN 0-8218-0615-7.
- Conway, John B. (1991). The Theory of Subnormal Operators (en inglés). American Mathematical Society. ISBN 0-8218-1536-9.[2]
- Conway, John B. (1981). Subnormal Operators (en inglés). Pitman Books Ltd. ISBN 0-8218-2184-9.[3]
- Conway, John B. (1973). «A complete Boolean algebra of subspaces which is not reflexive». Bull. Amer. Math. Soc. (en inglés) 79 (4): 720-722. doi:10.1090/S0002-9904-1973-13279-3.